# Donnons des elles au vélo J-1
Donnons des elle au tour (posteriorment Donnons des elles au vélo J-1) és un projecte associatiu portat a terme per la secció de ciclisme femení del Club Omnisport de Courcouronnes (COCCF) creat el juliol de 2015 per fer campanya de cara al retorn d'un Tour de França femení, i promoure el desenvolupament del ciclisme femení a França.

## Context
Aquest projecte consisteix a realitzar íntegrament totes les etapes del Tour de França un dia abans que els professionals masculins, i fer-ho intentant reunir el màxim nombre de dones.
El Tour de França femení, a l'ombra del masculí, va existir com a tal l'any 1984 i durant les següents 6 edicions, fins que l'any 1992 va ser substituït per «la grande boucle féminine internationale», el qual constava de menys etapes i que va desaparèixer l'any 2009.
Mentre que el ciclisme femení està evolucionant en molts països, com per exemple a Italià amb la creació d'una gran volta per etapes com és el Giro femení, a França encara li queda un llarg camí per recórrer, ja que la Federació Francesa de Ciclisme (FFC) actualment té només un 10% de dones afiliades.
Aquest projecte es va inspirar en la pel·lícula d'Eric Fottorino "La belle échappée", la qual explica com uns joves de diferents orígens realitzen el Tour de França un dia abans que els homes en el seu particular «Tour de Festa».
Amb el desig de promoure i fer evolucionar el ciclisme femení i a la vegada tornar al calendari ciclista una de les curses més emblemàtiques del món, Claire Floret, acompanyada per dues dones més, va decidir el juliol de 2015 realitzar el Tour de França un dia abans que els equips professionals, aprofitant així la cobertura que donen els mitjans de comunicació que segueixen el Tour masculí per poder transmetre el seu missatge.
La Federació Francesa de Ciclisme fou una de les primeres a donar suport al projecte, seguit ràpidament per la Française des Jeux el 2016.

## Composició
L'equip inicial (Claire Floret, Marie Istil i Marion Betizeau) va ser seguit el 2015 per la comunitat ciclista, representant l'esperança d'un reconeixement de l'esport femení, la determinació i la superació d'un mateix. Trencant així l'estereotip de què el ciclisme és un esport exclusivament masculí.
El juliol de 2016 amb Valérie Fignon, van ser ja set les integrants (Claire Floret, Marie Istil, Tétiana Kalachova, Alexia Buzzi, Amandine Martin, Julie Coteels i Gaelle Caccia).
L'any següent el projecte va créixer fins a onze participants Claire Floret, Alexia Buzzi, Julie Cottels, Tétiana Kalachova, Marina Thiebaut, Laure Dewitte, Barbara Fonseca, Solène Le Douairon, Anna Barrero, Pilar Vidal i Celine Harand) i va començar el juliol de 2017 des de Dusseldorf amb Pauline Ferrand-Prevot.

## Evolució del nom
Batejat inicialment com a «Donnons des Elle au Tour», per raons de propietat intel·lectual van haver de canviar de nom l'any 2016, ja que no es podia utilitzar la paraula «Tour». Així doncs el projecte passà a dir-se «Donnons des elle au vélo J-1» en la segona edició d'aquest. Tot i això el 2017 el nom seguí evolucionant amb la pèrdua de la paraula singular “Elle”, passant a dir-se des d'aleshores «Donnons des elles au vélo J-1».
A més, el nom conté un joc de paraules: donnons des elles es pronuncia igual que donnons des ailes ("donem ales").

## Mitjans de Comunicació
El 2015, es completaren les 21 etapes en un anonimat quasi total i es donaren a conèixer per primera vegada a través de les xarxes socials.
El 2016, la seva determinació donà resultats, i es beneficiaren d'un primer reportatge documental realitzat per Vélo club de Gérard Holtz de France Télévision que fou emès en un horari de gran audiència.
L'any 2017, l'interès dels mitjans de comunicació encara fou més gran, incloent-hi una emissió d'un curt reportatge diari per les televisions franceses durant l'emissió en directe del Tour de França, i també la realització d'un documental de llarga duració titulat «Les Elles du vélo que France 3 va emetre el 5 d'agost de 2017.
Més de 655.000 espectadors les van seguir, alguns dels quals viatjant especialment per veure el ciclisme femení des del costat de la carretera. Al seu pas elles eren reconegudes i animades per la comunitat tan femenina com la masculina, des de l'amateur fins als professionals aplaudint el seu esforç i donant suport al projecte.
Reberen el reconeixement explícit del pilot masculí del Tour de França així com el suport de les campiones olímpiques professionals (Julie Bresset, Audrey Cordon-Ragot, Anais Bescond, Pierre Luc Périchon, així com dels equips Wiggle High5, FDJ i FDJ Nouvelle-Aquitaine Futuroscope.